# Meerman
«Meerman» (пол. Wodnik, укр. "Водяник") — 17-гарматний малий галеон, що був збудований близько 1623 року в Гданську.

## Історія
З початком війни з Швецією «Meerman» під командуванням Германа Вітте разом з кораблями «König David» та «Arche Noah» 17 травня 1627 вступили у бій з ворожою ескадрою біля Гелю. Наступного дня біля Леби брав участь у сутичці зі шведським конвоєм і поплив до Колобжегу. Через декілька днів у складі ескадри прорвав блокаду й увійшов до Гданської затоки.
28 листопада 1627 під командуванням вже віцеадмірала Вітте (англ. Herman Witte) брав участь у битві під Оливою (біля Гданська), атакуючи разом з кораблем «König David» шведський галеон «Solen». «Meerman» взяв на абордаж «Solen», екіпаж якого підірвав порохову камеру. Загинуло 23 моряки «Meerman», окрім 10 загиблих раніше.
Капітаном призначили Ганса Шрьодера. 6 липня 1628 шведське військо з артилерією атакувало флот в гирлі Вісли біля замку Віслоустя (нім. Weichselmünde). «Meerman» і «Tiger» прикривали стрільбою з гармат відхід Feniksa, що сів на мілину. Згодом відійшов з кораблями вверх по ріці.
В ході 30-річної війни у січні 1629 король Сигізмунд III Ваза віддав кораблі свого флоту Католицькій Лізі. «Meerman» з кораблями прибув 8 лютого до Вісмару. Кораблі були блоковані дансько-шведським флотом. 22 січня 1632 Вісмар капітулював і кораблі захопили шведи. «Meerman» ввели до шведського флоту, його подальша доля невідома.